# Міністерство релігій Японії
Міністерство релігій (яп. 教部省, きょうぶしょう, кьобу-сьо) — центральна урядова установа в Японії періоду Мейдзі, міністерство, що займалося справами релігій та справами освіти. Існувало протягом 1872—1877 років.

## Короткі відомості
Міністерство релігій було утворене 21 квітня 1872 року на базі Міністерства синто. Воно підпорядковувалося Великій державній раді, центральному Імператорському уряду Японії.
Першим головою Міністерства став Саґа Саненару, а його заступником Фукуба Бісей. 1872 року їх відповідно замінили Окі Такато та Сісідо Тамакі, які керували установою до 1877 року.
Формально Міністерство займалося управлінням справами синтоїстських та буддистських організацій. Проте фактично продовжувало діяльність Міністерства синто, намагаючись створити нову державну релігію на основі культу вшанування Імператора. Основою цього культу виступало синто. Для поширення цього культу в народі активно використовувалися буддистські священнослужителі. Особливих гонінь зазнали християни, які відмовлялися приймати новий релігійний курс.
Робота Міністерства викликала нарікання японських інтелектуалів та зарубіжних дипломатів. В країні виник громадський рух за свободу віросповідання, здобутком якого стали проголошення урядом релігійної свободи.
11 січня 1877 року уряд ліквідував Міністерство релігій. Керування справами релігійних організацій перебрали на себе структури Міністерства внутрішніх справ Японії.